# Daniel D. T. Farnsworth
Daniel Duane Tompkins Farnsworth  (* 23. Dezember 1819 auf Staten Island, New York; † 5. Dezember 1892 in Buckhannon, West Virginia) war ein US-amerikanischer Politiker und im Jahr 1869 der 2. Gouverneur des Bundesstaates West Virginia.

## Frühe Jahre und politische Anfänge
Schon in jungen Jahren kam Farnsworth nach Buckhannon, das damals noch zu Virginia gehörte und später Teil von West Virginia werden sollte. Dort besuchte er die örtlichen Schulen. Er arbeitete später in vielen Berufen, unter anderem als Schneider und Händler sowie im Eisenbahn- und im Bankgewerbe. Im Jahr 1861 wurde er in das Abgeordnetenhaus von Virginia gewählt. Er nahm dieses Mandat aber nicht wahr und schloss sich stattdessen der Unabhängigkeitsbewegung der westlichen Gebiete von Virginia an, aus denen später der Staat West Virginia entstand.

## Politische Laufbahn in West Virginia
Auf der Konferenz von Wheeling, auf der die Abspaltung West Virginias beschlossen wurde, gehörte er zu dem Komitee, das die Satzung des neuen Staates ausarbeitete. Anschließend wurde er Abgeordneter im allerersten Repräsentantenhaus von West Virginia und dann für sieben Jahre Mitglied des Staatssenats. Im Jahr 1869 war er sogar Präsident dieses Gremiums. In dieser Eigenschaft fiel ihm am 26. Februar das Amt des Gouverneurs zu, weil der Amtsinhaber Arthur I. Boreman zurückgetreten war, um einen Sitz im US-Senat einzunehmen. Als Gouverneur musste er lediglich die Amtszeit seines Vorgängers bis zum 4. März 1869 beenden. Somit amtierte er genau sieben Tage, bis der neu gewählte Gouverneur William E. Stevenson in sein Amt eingeführt wurde.
Im Jahr 1872 war Farnsworth Delegierter auf einer Versammlung zur Überarbeitung der Verfassung von West Virginia. Später zog er sich dann aus der Politik zurück. Er starb 1892 in seinem Heimatort Buckhannon. Daniel Farnsworth war zweimal verheiratet und hatte insgesamt 13 Kinder.